# Macropeza pallidipes
Macropeza pallidipes är en tvåvingeart som först beskrevs av Seguy 1931.  Macropeza pallidipes ingår i släktet Macropeza och familjen svidknott.
Artens utbredningsområde är Madagaskar. Inga underarter finns listade i Catalogue of Life.